# Нурбаев, Орман Каримович
Нурбаев Орман Каримович (12 декабря 1966, село Караул, Семипалатинская область, Казахская ССР) — Чрезвычайный и полномочный посол Республики Казахстан в Туркмении. Решением Совета директоров АО «НК «Казахстан инжиниринг» от 18 августа 2017 назначен председателем Правления национальной компании.

## Биография
Родился 12 декабря 1966 года в селе Караул Семипалатинской области, Казахской ССР
Окончил Красноярское высшее командное училище радиоэлектроники ПВО (1987), Национальную высшую школу государственного управления при Президенте Республики Казахстан (1997), специалист в области международных отношений.
Трудовой стаж:
- С 1983 по 1994 год — служба в вооруженных силах СССР и Республики Казахстан.
- С 1994 по 1997 год — работал в коммерческих структурах.
- С 1997 по 2000 год работал на различных должностях в территориальных управлениях и департаментах Министерства иностранных дел Республики Казахстан.
- С 2000 по 2001 год — первый секретарь Посольства Республики Казахстан в Малайзии.
- С 2001 по 2002 год — первый секретарь Посольства Республики Казахстан в Республике Таджикистан.
- С 2002 по 2004 год — первый секретарь, советник Посольства Республики Казахстан в Республике Узбекистан.
- С 2004 по 2005 год — заведующий сектором Ситуационного центра Управления внутренней политики;
- С 2005 по 2006 год — главный инспектор Центра внешней политики Администрации Президента Республики Казахстан.
- С 2006 по 2007 год — директор Департамента по международным делам Министерства экономики и бюджетного планирования Республики Казахстан.
- С сентября 2007 год — Чрезвычайный и полномочный посол Республики Казахстан в Монголии.

28 ноября 2012 года Указом Главы государства назначен Чрезвычайным и Полномочным Послом Республики Казахстан в Туркменистане.

## Награды
- Орден Курмет (2016)[2]
- Юбилейная медаль «Независимый, Постоянно Нейтральный Туркменистан» (2015)[3].
- Награждён Юбилейной медалью «10 лет Астане» (2008).
- Отмечен благодарностями министра иностранных дел Республики Казахстан (1998), Президента Республики Казахстан (2001).
- Медаль «20 лет независимости Республики Казахстан».[источник не указан 2913 дней]